# Беляев, Валентин Иванович
Валенти́н Ива́нович Беля́ев (25 июля 1937, Ижевск) — советский футболист, вратарь.

## Карьера
В футбол начал играть на Украине, где учился и окончил Львовскую пожарно-военную школу (1959). Профессионально занимался гандболом, но в начале 1960-х годов отыграл несколько сезонов в футбол. В 1961 году в составе «Калева» в чемпионате СССР провёл 18 матчей. В сезоне-1962 сыграл один матч за московское «Динамо»: 25 сентября против «Торпедо» из Кутаиси вышел на замену Владимиру Беляеву после перерыва. Затем играл за таллинское и ленинградское «Динамо». В соревнованиях КФК играл за клубы Эстонии — «Норма» (Таллин) и «Динамо» (Копли), становился чемпионом (1967) и призёром чемпионата Эстонской ССР.
С 1966 по начало 2000-х годов работал тренером гандбольных команд, преимущественно с женскими командами. Неоднократно приводил команды к победам в чемпионате Эстонской ССР (1976, 1977, 1979, 1983—1988) и Эстонии (2001). В 1994 году — тренер мужской сборной Эстонии. Был заслуженным арбитром в гандболе и работал на Олимпиаде 1980 года.

## Личная жизнь
Супруга Лайне Таммейыэ (Беляева, род. 1938) — гимнастка и тренер по гимнастике, неоднократная чемпионка Эстонской ССР.